# Филина (Ирбитское муниципальное образование)
Филина — деревня в Свердловской области России, входит в Ирбитское муниципальное образование. 

## Географическое положение
Деревня Филина расположена в 14 километрах (по дороге в 16 километрах) к северу-северо-западу от города Ирбита, на правом берегу реки Ницы. В окрестностях деревни расположено урочище Малое Удинцево, и проходит автодорога Алапаевск — Ирбит.

## Население
| 2002 | 2010 | 2021 |
| ---- | ---- | ---- |
| 10   | ↘2   | ↗3   |